# Amauris whytei
Amauris whytei är en fjärilsart som beskrevs av Butler 1893. Amauris whytei ingår i släktet Amauris och familjen praktfjärilar. Inga underarter finns listade i Catalogue of Life.